# 一葉抄
『一葉抄』（いちようしょう）とは、『源氏物語』の注釈書。『一葉集』（広島大学附属図書館蔵本）、『源氏物語一葉抄』、『源氏一葉』などとされていることもある。

## 概要
細川家家人の連歌師である藤原正存（藤正存）の著作。多くの伝本に1495年（明応4年）正月日付の肖柏による跋文があるため、1494年（明応3年）このころの成立と考えられる。書名の「一葉」とは、少しのことを聞いて全てを知ることが出来るという趣旨かとされている。藤原正存が1489年（長享3年）に行われた宗祇の講釈を受けて作成した聞書と別に入手した肖柏の講釈聞書が主な内容であり、これら連歌師の見解を中心に記述されている。「草子地」という概念について、「此の物語には「作者の詞」「人々の心・詞」「草子の詞」「草子の地」があるので「よく分別すへし」とこの前後の時期に成立した注釈書の中で最も詳細な定義を述べていることで『源氏物語』の注釈史上注目されている。本書は数多くの写本が作られており、三条西実隆や細川幽斎といった著名人による自筆写本もいくつか存在している。

## 翻刻
- 『源氏物語一葉抄 1 (翻刻平安文学資料稿 第5巻 第1分冊) 』広島平安文学研究会、1970年（昭和45年）
- 『源氏物語一葉抄 2 (翻刻平安文学資料稿 第5巻 第2分冊) 』広島平安文学研究会、1971年（昭和46年）
- 『源氏物語一葉抄 3 (翻刻平安文学資料稿 第5巻 第3分冊) 』広島平安文学研究会、1971年（昭和46年）
- 『源氏物語一葉抄 4 (翻刻平安文学資料稿 第5巻 第4分冊) 』広島平安文学研究会、1972年（昭和47年）
- 『源氏物語一葉抄 5 (翻刻平安文学資料稿 第5巻 第5分冊) 』広島平安文学研究会、1972年（昭和47年）
- 『源氏物語一葉抄 6 (翻刻平安文学資料稿 第5巻 第6分冊) 』広島平安文学研究会、1973年（昭和48年）
- 『源氏物語一葉抄 7 (翻刻平安文学資料稿 第5巻 第7分冊) 』広島平安文学研究会、1973年（昭和48年）
- 『源氏物語一葉抄 8 (翻刻平安文学資料稿 第5巻 第8分冊) 』広島平安文学研究会、1974年（昭和49年）
- 『源氏物語一葉抄 9 (翻刻平安文学資料稿 第5巻 第9分冊) 』広島平安文学研究会、1974年（昭和49年）
- 『源氏物語古注集成 第9巻』桜楓社、1984年（昭和59年）3月
- 中野幸一『源氏物語資料影印集成 2』早稲田大学出版部、1990年（平成2年）1月